# Mahamane Cissé
Mahamane Moussa Cissé (ur. 27 grudnia 1993 w Ansongo) – nigerski piłkarz grający na pozycji lewoskrzydłowego. Od 2021 jest zawodnikiem klubu AS Otohô.

## Kariera klubowa
Swoją karierę piłkarską Cissé rozpoczął w malijskim klubie Djoliba AC. W sezonie 2012/2013 zadebiutował w jego barwach w pierwszej lidze malijskiej. W debiutanckim sezonie został z nim mistrzem Mali. W latach 2014–2016 grał w kongijskim AC Léopards. W sezonach 2015 i 2016 został z nim mistrzem kraju, a w 2016 roku zdobył też Puchar Konga. W tym samym roku odszedł do nigeryjskiego Ifeanyi Ubah FC. W latach 2017–2018 grał w Grecji, najpierw w AEL Kallonis (2017), a następnie w PAE Aiginiakos (2017-2018). W latach 2018–2019 występował w AS Otohô, z którym w sezonach 2018 i 2018/2019 wywalczył dwa tytuły mistrza Konga. W latach 2019–2021 był zawodnikiem mauretańskiego FC Nouadhibou. W sezonach 2019/2020 i 2020/2021 dwukrotnie z rzędu został z nim mistrzem Mauretanii. W 2021 wrócił do AS Otohô. W sezonach 2021/2022 i 2022/2023 został z nim mistrzem kraju.

## Kariera reprezentacyjna
W reprezentacji Nigru Cissé zadebiutował 7 września 2013 w zremisowanym 2:2 meczu eliminacji do MŚ 2014 z Kongiem, rozegranym w Niamey.